# استیضاح سید رضا فاطمی‌امین

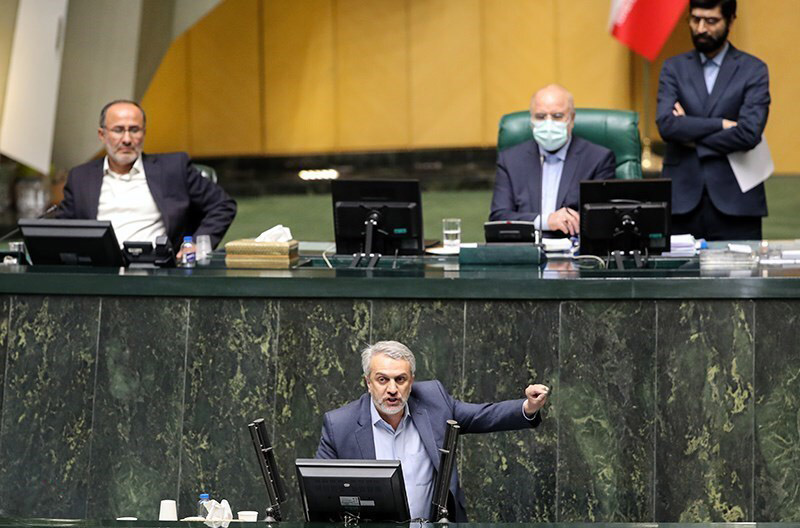
فاطمی‌امین در حال دفاع از خود در جلسه استیضاح

استیضاح سید رضا فاطمی‌امین، وزیر صنعت، معدن و تجارت، ۱۰ اردیبهشت ۱۴۰۲ در دوره یازدهم مجلس شورای اسلامی برگزار شد و او در پایان نتوانست از این مجلس رأی اعتماد بگیرد و برکنار شد. سید ابراهیم رئیسی، رئیس‌جمهور ایران، هم برای دفاع از او به این جلسه مجلس ایران رفته بود. مهم‌ترین ایراداتی که به این وزیر وارد شده و باعث استیضاح او شده بود، مشکلات صنعت خودروسازی، دست‌کاری آمار، رانت‌خواری و فساد بود.
سید رضا فاطمی‌امین پیشتر در مجلس ایران استیضاح شده بود ولی آن استیضاح رأی نیاورد و او توانست با رأی نمایندگان، همچنان وزیر باقی بماند. او چند بار هم برای توضیح دربارهٔ عملکردش به مجلس فراخوانده شده بود. فاطمی امین اولین وزیر استیضاحی دولت سیزدهم جمهوری اسلامی ایران است. فاطمی امین به دلیل افزایش سرسام‌آور قیمت خودروهای داخلی، بی‌توجهی به ارتقای کیفیت آنها، جلوگیری از واردات خودرو و ایجاد بازار انحصاری و غیررقابتی با انتقادهای روزافزونی روبرو شده بود.

## جلسه استیضاح
جلسه استیضاح رضا فاطمی‌امین، صبح یکشنبه ۱۰ اردیبهشت ۱۴۰۲ در مجلس شورای اسلامی آغاز شد و در پی انتقادها از غیبت رئیس‌جمهور در این جلسه، سید ابراهیم رئیسی از میانهٔ جلسه در مجلس حاضر شد.
نمایندگان موافق استیضاح به مواردی از عملکرد ضعیف او به‌خصوص در حوزه صنعت خودروسازی ایران و ناکارآمدی دولت رئیسی اشاره کردند. موافقان ابقای اما از استیضاح‌کنندگان بابت این برخورد با دولت «انقلابی» ابراهیم رئیسی و «ایجاد دوقطبی» بین مجلس و دولت انتقاد کردند. فاطمی‌امین نیز در سخنرانی دفاع از خود از وجود «اژدهای هفت سر فساد» در خودروسازی ایران خبر داد و «واحدهایی در مجلس» را متهم به دست داشتن در «مافیای خودرو» کرد.
محمد مخبر، معاون اول رئیس‌جمهور، سید محمد حسینی، معاون امور مجلس رئیس‌جمهور، مهرداد بذرپاش، وزیر راه و شهرسازی، سید صولت مرتضوی، وزیر تعاون، کار و رفاه اجتماعی، عیسی زارع‌پور، وزیر ارتباطات و فناوری اطلاعات و محمدمهدی اسماعیلی، وزیر فرهنگ و ارشاد اسلامی، در این جلسه استیضاح حضور داشتند.
سید احمد رسولی‌نژاد، سید ناصر موسوی لارگانی، الله‌وردی دهقانی، صدیف بدری هاجر چنارانی، روح‌الله حضرت‌پور، سید غنی نظری، سارا فلاحی، احد آزادی‌خواه، لطف‌الله سیاهکلی و حسینعلی حاجی‌دلیگانی در موافقت با استیضاح و سید محمدرضا میرتاج‌الدینی و سید جلیل میرمحمدی در مخالفت با استیضاح در صحن علنی مجلس سخنرانی کردند.
در این جلسه بارها به موضوع «تحویل ۷۵ خودرو شاسی‌بلند به نمایندگان برای انصراف از استیضاح» هم اشاره شد و فاطمی‌امین بار دیگر آن را «کذب» خواند.
پس از دفاع وزیر صمت از خود و سخنان ابراهیم رئیسی و نمایندگان موافق و مخالف استیضاح، نمایندگان با ۱۶۲ رأی موافق، ۱۰۲ رأی مخالف و ۲ رأی ممتنع، ۶ رأی باطله از مجموع ۲۷۲ رأی ماخوذه، با استیضاح رضا فاطمی امین موافقت کردند و او را از وزارت صمت برکنار کردند. رأی‌گیری برای استیضاح به صورت مخفی و با ورقه انجام شد.
| موضوع رأی‌گیری | موافق            | مخالف            | ممتنع           | باطله         | نتیجه    |
| ------------- | ---------------- | ---------------- | --------------- | ------------- | -------- |
| طرح استیضاح   | ۱۶۲ از ۲۷۲ (۶۰٪) | ۱۰۲ از ۲۷۲ (۳۸٪) | ۲ از ۲۷۲ (۰٫۷٪) | ۶ از ۲۷۲ (۲٪) | تصویب شد |

## حواشی استیضاح
احمد علیرضابیگی، از نمایندگان حامی استیضاح فاطمی‌امین، در ۶ اردیبهشت فاش کرد که بیش از ۷۰ دستگاه خودروی شاسی‌بلند به نمایندگان تحویل داده شد تا استیضاح وزیر را پس بگیرند. در ادامه دولت ابراهیم رئیسی علیرضابیگی را تهدید به پیگیری قضایی کرد اما سید احمد رسولی‌نژاد، یک نماینده دیگر مجلس، نیز چند روز بعد موضوع تحویل خودروهای شاسی‌بلند به نمایندگان مجلس را تأیید کرد.
فاطمی‌امین ضمن تکذیب گفته‌های نمایندگان مجلس، از دادستانی ایران خواست موضوع را تحت پیگرد قرار دهد. وزارت صنعت و مقام‌های دولت ابراهیم رئیسی نیز این موضوع را رد کردند و آن را «دروغ پردازی» علیه دولت و «بازی با آبروی مجلس» خواندند. محمدجعفر منتظری، دادستان کل کشور، برای بررسی موضوع «دستور فوری» داد.
با وجود تکذیب‌های دولت، احمد علیرضابیگی ادعای خود را با جزئیات بیشتری ارائه کرد. او مدعی شد به جز هیئت رئیسه مجلس، شخص ابراهیم رئیسی هم از ماجرا مطلع بوده است. احمد علیرضابیگی جمعه ۸ اردیبهشت از احضارش به دادگاه در این رابطه خبر داد.

## پیامدها
بعد از استیضاح، حسن درویشیان، رئیس دفتر بازرسی ویژه رئیس‌جمهوری ایران، موضوع واگذاری خودرو به نمایندگان مجلس را تأیید کرد و کمیسیون اصل نود قانون اساسی مجلس شورای اسلامی نیز به موضوع ورود کرد. در مقابل، احسان ارکانی، نماینده مجلس و دبیر هیئت تحقیق و تفحص از نهاد ریاست جمهوری، اعلام کرد که اطلاعاتی دربارهٔ قرارداد یکی از شرکت‌های خودروسازی برای واگذاری غیرقانونی تعدادی خودرو به وزارتخانه‌های دولتی و نهاد ریاست جمهوری به دست این هیئت رسیده و «این مسیر تداوم دارد.»
همچنین برای احمد علیرضابیگی، نماینده‌ای که موضوع خودروهای شاسی بلند را مطرح کرده بود، در دادسرا پرونده قضایی تشکیل شد. بعداً اجازه نطق در مجلس از او گرفته شد. به گفته محمدباقر قالیباف، رئیس مجلس شورای اسلامی، «شورای نظارت بر رفتار نمایندگان در نامه‌ای به هیئت رئیسه مجلس بحثی را پیرامون علیرضابیگی مطرح کرده و بر همین اساس جلوی نطق ایشان گرفته شده است.»